# Lider opinii
Lider opinii (ang. opinion leader) – konsument cieszący się szacunkiem lub specjalista w jakiejś dziedzinie, mający wpływ na opinie i preferencje swojego otoczenia (np. liderami opinii w kwestii suplementów diety będą lekarze, zaś w kwestii samochodów – mechanicy). Pojęcie to wywodzi się z teorii modelu komunikacji two-step, zaproponowanego przez Paula Lazarsfelda i Elihu Katza, w której rozwój znaczący wkład mieli także Robert K. Merton, Charles Wright Mills oraz Bernard Berelson.